# Johann Nepomuk Hiedler
Johann Nepomuk Hiedler, también conocido como Johann Nepomuk Hüttler (19 de marzo de 1807 - 17 de septiembre de 1888), fue el bisabuelo materno y posiblemente también el abuelo paterno de Adolf Hitler. 
Johann Nepomuk recibió su nombre del santo bohemio de Juan Nepomuceno (Johann Nepomuk en su idioma). Algunos ven este nombre como prueba de que Johann Nepomuk y, posteriormente, su bisnieto Adolf Hitler tenían algo de sangre checa. Sin embargo, Johann von Pomuk / Johann Nepomuk, era un santo importante para bohemios de las distintas etnias alemanas y checas. El uso de Nepomuk simplemente indica vínculos con Bohemia, sin indicación de su origen étnico.
Johann Nepomuk se convirtió en un granjero relativamente próspero y estaba casado con Eva Maria Decker (1792-1888), que era quince años mayor que él. El 19 de enero de 1830, Hiedler dio a luz a Johanna Hiedler. Legalmente, era el tío de Alois Schicklgruber (más tarde Alois Hitler), el hijastro de su hermano Johann Georg Hiedler, molinero errante.
Por razones desconocidas, Johann Nepomuk adoptó a Alois cuando era un niño y lo crio. Es posible que él fuera, de hecho, el padre biológico de Alois, pero no pudo reconocerlo públicamente debido a su matrimonio. Otra, y quizás más simple, explicación para esta bondad es que Johann Nepomuk se apiadó del Alois de diez años de edad y lo crio. Alois fue, después de todo, el hijastro de su hermano Johann Georg, y Johann Nepomuk puede haber sabido que, de hecho, Alois era el hijo natural de Johann Georg. Después de la muerte de la madre de Alois, Maria Schicklgruber, difícilmente podría haber sido una vida para un niño de diez años de edad para ser criado por un molinero itinerante.
En cualquier caso, Johann Nepomuk dejó Alois una parte considerable de sus ahorros. La nieta de Johann Nepomuk, Klara Pölzl (hija de Johanna Hiedler), tuvo un romance de larga data con Alois antes de casarse con él en 1885 después de la muerte de su segunda esposa. En 1889 dio a luz a Adolf Hitler.